# Oficina de Envigado
L'Oficina de Envigado è un cartello criminale colombiano, erede del Cartello di Medellín. È attivo principalmente a Medellín ed Envigado, operando anche nell'attigua Valle d'Aburrá. Riveste un ruolo preminente nella mediazione e nel recupero crediti nell'ambito del narcotraffico; ha inoltre legami piuttosto stretti con i "paracos", le organizzazioni paramilitari colombiane.

## Storia
Il fondatore del cartello è Diego Murillo Bejarano, detto "Don Berna", ex combattente dell'Esercito Popolare di Liberazione (EPL), poi divenuto sicario per clan Galeano e Moncada, alleati di Pablo Escobar. Quando, nel 1992, le due clan entrano in contrasto con Escobar, quest'ultimo ordina l'uccisione dei Galeano, Moncada e altri 50 parenti. Bejarano, percependo i rischi che corre in quanto loro ex collaboratore, entra in contatto con Fidel e Carlos Castaño, leader di organizzazioni paramilitari. Si organizza così il movimento dei PEPES (Perseguidos por Pablo Escobar, "Perseguitati da Pablo Escobar"). Gli stessi PEPES collaboreranno con l'esercito colombiano nell'operazione che porterà a braccare e uccidere Escobar.
Murillo eredita il traffico di droga gestito dal Cartello di Escobar nell'area di Medellín, dando origine all'Oficina e mantenendo forti legami con le Autodefensas Unidas de Colombia (di cui viene anche nominato comandante). Si impone nel controllo delle gang di Medellín e assume il comando della Terraza, un temutissimo gruppo di sicari. Quando poi La Terraza stessa si ribellerà alla sua leadership egli porterà avanti una repressione durissima dei suoi membri, con un modus operandi che si ripeterà nel corso delle vicende in cui sarà coinvolto.
Nel 2005 Murillo è arrestato con l'accusa di aver commissionato l'omicidio di un politico locale, lasciando il controllo degli affari nelle mani del suo portavoce Carlo Mario Aguilar ("Rogelio") e di Daniel Alberto Mejia ("Danielito"). Tra i due scoppia ben presto un'accesa rivalità, il cui esito è l'omicidio di Mejia (il corpo non è mai stato ritrovato ma si pensa sia stato sciolto in una tanica di acido).
Murillo è in grado di controllare dal carcere la gestione del cartello fino a maggio 2008, quando viene estradato negli Stati Uniti. L'allontanamento del principale boss dell'Oficina acuisce i conflitti presenti all'interno dell'organizzazione, che ben presto inizia a sfaldarsi e a entrare in contrasto con gruppi fino a quel momento minoritari (come quello di Daniel Rendon Herrera, che darà poi vita al cartello del Clan del Golfo).
Di particolare entità è il conflitto tra Maximiliano "Valenciano" Bonilla ed Erick Vargas, detto "Sebastian", che porta il primo ad allearsi con il Clan del Golfo. Dopo l'arresto di Bonilla saranno proprio il Clan Úsuga a sfidare Vargas sul territorio di Medellín, indebolendo ulteriormente l'Oficina de Envigado.
L'Oficina ha subito una decentralizzazione del potere, dando vita a organizzazioni che spesso ricorrono ad alleanze con gang di strada per consolidare il proprio potere a livello locale.
Nel 2013 è stata stipulata una tregua tra il Clan del Golfo e alcuni gruppi che si rifanno all'Oficina, stabilendone le rispettive zone di influenza (al Clan del Golfo il controllo della zona di Medellín, all'Oficina il narcotraffico internazionale).